# El Zacatal, Hidalgo
El Zacatal är en ort i Mexiko.   Den ligger i kommunen Chapulhuacán och delstaten Hidalgo, i den sydöstra delen av landet, 200 km norr om huvudstaden Mexico City. El Zacatal ligger 215 meter över havet och antalet invånare är 206.
Terrängen runt El Zacatal är bergig åt sydost, men åt nordväst är den kuperad. El Zacatal ligger nere i en dal. Runt El Zacatal är det ganska tätbefolkat, med 60 invånare per kvadratkilometer. Närmaste större samhälle är Tamazunchale, 15,7 km öster om El Zacatal. I omgivningarna runt El Zacatal växer i huvudsak städsegrön lövskog.